# 단단한 해석 공간

Tate m’a écrit de son côté sur ses histoires de courbes elliptiques, et pour me demander si j’avais des idées sur une définition globale des variétés analytiques sur des corps complets. Je dois avouer que je n’ai pas du tout compris pourquoi ses résultats suggéreraient l’existence d’une telle définition, et suis encore sceptique.

수학에서 단단한 해석 공간(영어: Rigid analytic space)은 비아르키메데스 체에 대한 복소 해석 공간과 비슷하다. 이러한 공간은 1962년 존 테이트에 의해 곱셈 군을 사용하여 잘못된 축소로 p진 타원 곡선을 균일화하는 작업의 결과로 도입되었다. p진 해석 다양체의 고전적 이론과 대조적으로, 단단한 해석 공간은 해석적 연속과 연결성에 대한 의미 있는 개념을 허용한다.

## 정의
기본 단단한 해석적 대상은 {\displaystyle n}차원 단위 다중 원판이며, 그 함수의 환은 테이트 대수이다. {\displaystyle T_{n}}, 완전한 비아르키메데스 체 {\displaystyle k}에서 계수가 0에 접근하는 {\displaystyle n}변수의 거듭제곱 급수로 구성된다. 테이트 대수는 가우스 노름(계수들의 상한) 하에서 {\displaystyle n} 변수 다항식 환를 완성한 것이며, 다중 원판은 대수기하학에서 아핀 n 공간의 역할과 비슷하다. 다중원판의 점은 테이트 대수에서 극대 이데알로 정의되며, {\displaystyle k}가 대수적으로 닫혀있으면 이는 {\displaystyle k^{n}}의 점에 해당한다. 그 좌표는 최대 1의 크기를 갖는다.
아피노이드 대수는 이데알에 의해 테이트 대수의 몫과 동형인 {\displaystyle k}- 바나흐 대수이다. 그러면 아피노이드는 이 이데알의 원소가 사라지는 단위 다중원판의 부분 집합이다. 즉, 문제의 이데알을 포함하는 최대 이데알의 집합이다. 아피노이드에 대한 위상은 아피노이드 부분 도메인 (아피노이드 대수의 사상과 관련된 보편 성질을 충족)및 허용 가능한 열린 집합 (아피노이드 부분 도메인에 의한 덮개에 대한 유한 조건을 충족)의 개념을 사용하여 미묘하다. 실제로, 아피노이드에서 허용되는 열린 부분은 일반적으로 위상 공간의 구조를 부여하지 않지만 그로텐디크 위상 (G- 위상이라고 함)을 형성하며 이를 통해 층과 공간의 이어붙이기에 대한 좋은 개념을 정의할 수 있다.
{\displaystyle k}에 대한 단단한 해석 공간은 쌍 {\displaystyle (X,{\mathcal {O}}_{X})}이다.  아피노이드와 동형인 열린 부분 공간으로 덮혀 있는 {\displaystyle k}- 대수 층으로 G-위상화된 국소 환 달린 공간을 설명한다. 이는 유클리드 공간과 동형인 열린 부분 집합으로 다양체를 다룰 수 있다는 개념이나 스킴이 아핀 스킴으로 덮인다는 개념과 유사하다. {\displaystyle k}에 대한 스킴은 함자적으로 해석화 될 수 있다. 복소 variety를 복소 해석 공간으로 볼 수 있는 것과 마찬가지로 유사한 형식적 GAGA 정리가 있다. 해석 함자는 유한 극한을 존중한다.

## 기타 공식화
1970년경, Michel Raynaud는 특정 단단한 해석 공간을 형식 모형, 즉 {\displaystyle k}의 값매김 환 {\displaystyle R}에 대한 형식 스킴의 일반적인 올로 해석했다. 특히, 그는 {\displaystyle k}에 대한 준콤팩트 준분리 단단한 공간의 범주가 허용 가능한 형식적 부풀림과 관련하여 {\displaystyle R}에 대한 준콤팩트 허용 가능한 형식 스킴 범주의 국소화와 동일하다는 것을 보여주었다. 여기서, 국소 환이 {\displaystyle R}- 평탄인 위상적으로 유한 표현된 {\displaystyle R} 대수의 형식 스펙트럼으로 처리할 수 있는 경우 형식 스킴이 허용된다.
형식 모형은 유일성 문제로 어려움을 겪는다. 확대를 통해 동일한 단단한 공간을 설명하는 하나 이데알의 형식 스킴이 허용되기 때문이다. 후버는 모든 폭발에 대해 한계를 두어 이 문제를 해결하기 위해 adic 공간 이론을 고안했다. 이러한 공간은 준콤팩트하고 준분리되어 있으며 단단한 공간에서 함자적이지만 훌륭한 위상학적 특성이 많이 부족하다.
Vladimir Berkovich는 가환 단위 C* 대수에 대한 겔판트 스펙트럼 개념의 일반화를 사용하여 1980년대 후반에 단단한 해석 공간 이론의 대부분을 재구성했다. 바나흐 {\displaystyle k}-대수 {\displaystyle A}의 베르코비치 스펙트럼은 {\displaystyle k}에 대해 주어진 노름에 대해 경계가 있는 {\displaystyle A}에 대한 곱셈 준노름 집합이며, {\displaystyle A}의 원소에 대한 이러한 준노름을 평가하여 유도된 위상을 갖는다. 위상이 실수 직선으로부터 당김이기 때문에 Berkovich 스펙트럼은 콤팩트성, 경로 연결성 및 거리화 가능성과 같은 많은 좋은 특성을 갖다. 많은 환론 성질이 스펙트럼의 위상에 반영된다. 예를 들어 {\displaystyle A}가 데데킨트 정역인 경우 해당 스펙트럼은 수축 가능하다. 그러나 아주 기본적인 공간조차도 다루기 힘든 경향이 있다 – {\displaystyle \mathbb {C} _{p}}에 대한 사영직선은 {\displaystyle \mathrm {PGL} _{2}(F)}에 대한 아핀 Bruhat-Tits 건물의 귀납 극한을 콤팩트화 한 것이다. F는 {\displaystyle \mathbb {Q} _{p}}의 유한 확대에 따라 달라지기 때문에 적절하게 거친 위상이 제공된다.

## 같이 보기
- 단단한 코호몰로지

## 참고 문헌
- Non-Archimedean analysis by S. Bosch, U. Güntzer, R. Remmert ISBN 3-540-12546-9
- Brian Conrad Several approaches to non-archimedean geometry lecture notes from the Arizona Winter School
- Rigid Analytic Geometry and Its Applications (Progress in Mathematics) by Jean Fresnel, Marius van der Put ISBN 0-8176-4206-4
- Houzel, Christian (1995) [1966], 《Espaces analytiques rigides (d'après R. Kiehl)》, Séminaire Bourbaki, Exp. No. 327 10, Paris: Société Mathématique de France, 215–235쪽, MR 1610409
- Tate, John (1971) [1962], “Rigid analytic spaces”, 《Inventiones Mathematicae》 12 (4): 257–289, doi:10.1007/BF01403307, ISSN 0020-9910, MR 0306196, S2CID 121364708
- Éléments de Géométrie Rigide. Volume I. Construction et étude géométrique des espaces rigides (Progress in Mathematics 286) by Ahmed Abbes, ISBN 978-3-0348-0011-2
- Michel Raynaud, Géométrie analytique rigide d’après Tate, Kiehl,. . . Table ronde d’analyse non archimidienne, Bull. Soc. Math. Fr. Mém. 39/40 (1974), 319-327.

## 외부 환크
- “Main Page”. 《Encyclopedia of Mathematics》 (영어). Springer-Verlag. 2001. ISBN 978-1-55608-010-4.